# NGC 7784
NGC 7784 je kompaktna galaktika u zviježđu Pegazu.

## Vanjske poveznice
- (engl.) SEDS: NGC 7784
- (engl.) Hartmut Frommert: Revidirani Novi opći katalog
- (engl.) Izvangalaktička baza podataka NASA-e i IPAC-a
- (engl.) Astronomska baza podataka SIMBAD
- (engl.) VizieR
- DSS-ova slika NGC 7784
- (engl.) Auke Slotegraaf: NGC 7784 Deep Sky Observer's Companion
- (engl.) Courtney Seligman: Objekti Novog općeg kataloga: NGC 7750 - 7799